# Het Grimmige Gebergte
Het Grimmige Gebergte (oorspronkelijke titel: The Slippery Slope) is het tiende deel in de Ellendige avonturen-serie en is net als de andere delen geschreven door Lemony Snicket.

## Verhaal
Het verhaal gaat verder waar De Koude Kermis afsloot. Violet en Claus rollen in een woonwagen van de berg af, terwijl Graaf Olaf met zijn slechte gezelschap Roosje heeft meegenomen en het Greshoff Gebergte inrijden met hun auto. Violet maakt een remparachute en draagt Claus op een stroperig goedje te maken om over de wielen te gieten. Ze overleven de wilde rit in de woonwagen, maar moeten helaas hulpeloos toekijken als de woonwagen het ravijn invalt. De twee Baudelaires trekken vervolgens het gebergte in en worden aangevallen door sneeuwvliegen, kleine vliegen met een slecht humeur die er plezier in hebben mensen te steken zonder reden. Violet en Claus vluchten van de vliegen naar een grot, waar ze een groep Sneeuwscouts ontmoeten, waaronder Carmelita Pets, van De Krabbige Kostschool, haar oom Bruce en een jongen die mogelijke informatie over de VBA lijkt te hebben. De Sneeuwscouts zijn onderweg naar de Schrikberg om de Valse Lente te vieren, waarbij Carmelita tot koningin zal worden gekroond, en ze een vreugdedans uit zullen voeren om de Lente te vieren. 's Nachts neemt de onbekende jongen ze mee door een natuurlijke schoorsteen, het Verticaal Brandlucht Afvoerkanaal, naar het hoofdkwartier van de VBA.
Roosje, Olaf en zijn compagnons zitten inmiddels op de Schrikberg, de hoogste berg van het gebergte. Roosje wordt slecht behandeld en gedwongen om in een soeppan te slapen. Ze moet allemaal taken (zoals het schoonmaken van de auto, de tent opzetten waar de schurken in slapen en koken) uitvoeren, die veel te zwaar zijn voor een klein kind. 's Ochtends presenteert ze een ontbijt van bevroren sinaasappelsap-ijsschaafsel, ijskoffie van vermalen koffiebonen gemengd met sneeuw, en toast met jam in de vorm van het VBA-logo. Het ontbijt lijkt best goed te smaken, maar wanneer een van de vrouwen met een witgepoederd gezicht vraagt om de suikerpot wordt Olaf kwaad, smijt het ontbijt weg en zegt de man met haken in plaats van handen om vis te gaan vangen in de bevroren rivier boven op de berg. Twee mensen arriveren, een man met een baard maar geen haar en een vrouw met haar maar geen baard. Ze hebben een dreigend aura om zich heen, en geven Olaf het Snicketdossier, minus de dertiende bladzijde die in het bezit is van Claus Baudelaire, en Esmé groene 'sigaretten', die in werkelijkheid Verklikkers van een Bevriende Aanwezigheid zijn. Ze vertellen Olaf dat ze het hoofdkwartier hebben platgebrand en gaat met hem en Esmé de tent in om het dossier te lezen. Roosje gebruikt een van de Verklikkers om de vers-gevangen zalm te roken, maar stuurt daarbij (al dan niet expres) haar broer en zus een geheime boodschap over haar aanwezigheid.
Ondertussen arriveren Violet, Claus en de onbekende jongen bij het VBA-hoofdkwartier en ontdekken dat het is platgebrand. De jongen onthult zijn identiteit: Quibus Quadras, de broer van Duncan en Isadora uit De Krabbige Kostschool, die zou zijn omgekomen in de brand die ook hun ouders had gedood. Hij zegt dat hij de overlevende is die op bladzijde dertien van het Snicket-dossier wordt vermeld van de brand. Violet bedenkt klimschoenen voor haar en Quibus, die ze maakt van vorken en de snaren van een ukelele die ze uit de woonwagen had gered, terwijl Claus achterblijft om een geheime boodschap te ontrafelen die te maken heeft met een koelkast en de producten die daarin zitten. Ergens in hun klim stoppen Violet en Quibus om uit te rusten, en ook al weigert Lemony Snicket te vertellen wat er precies is gebeurd tussen die twee, zich beroepend op het feit dat Violet maar zo weinig privacy heeft gehad in haar leven, is het duidelijk dat de twee verliefd zijn geworden, en er zijn aanwijzingen dat de twee met elkaar hebben gezoend. Eenmaal boven aangekomen vinden ze Roosje, die weigert mee te komen omdat ze dan Olaf niet af kan luisteren.
Weer beneden vertelt Claus dat hij het geheim van de koelkast heeft ontcijferd. De boodschap vertelt waar de ontmoeting van de goede kant van de VBA plaats zal vinden. In een potje met jam vinden ze de initialen van degene voor wie de boodschap bedoeld is, een zekere J.S. of J.Z. Er wordt gesuggereerd dat het Jaques Snicket kan zijn, en dat degene die de boodschap achterliet niet wist dat hij dood was. Een potje olijven schijnt de datum, volgende week donderdag, aan te duiden. Het etiket van een pot mosterd verwijst naar de elfde stanza van "De tuin van Prosperina" van Algernon Charles Swinburne, wat op zijn beurt de plek van de ontmoeting aangeeft. Er waren ook nog een augurk, die volgens Lemony in een gecodeerde boterham moest worden geplaatst, en een flesje citroensap, wat de afzenders' identiteit zou zijn, waarvan Claus de betekenis niet kon achterhalen.
(De afzender is waarschijnlijk Lemony Snicket zelf, aangezien een citroen in het Engels "a lemon" is, maar dit is slechts een speculatie.)
De drie bedenken een plan om Esmé gevangen te nemen en haar te ruilen voor Roosje. Echter, ze bedenken zich en realiseren zich dat twee fout geen goed maakt, en besluiten dat er een beter plan moet zijn dan Esmé kidnappen. Esmé komt bij de voet van de berg aan, gelokt door de rook van de Verklikkers van een Bevriende Aanwezigheid, die de kinderen hadden gevonden. Ze loopt drie vrijwilligers (Violet, Claus en Quibus in vermomming) tegen het lijf en neemt hen mee de berg op, dwingend haar omhoog te slepen.
Bovenaan de berg doen de drie alsof ze Vrijwilligers zijn, om zo Olaf te dwingen om Roosje terug te geven. Hij weigert, tot Violet beweert te weten waar de suikerpot is (die mysterieus belangrijk schijnt te zijn voor de slechteriken). Olaf ruziet met Esmé of ze de suikerpot of het Baudelairefortuin moeten opgeven (Roosje zou dat hen kunnen brengen, omdat ze dachten dat Violet en Claus dood waren), maar voordat ze een beslissing kunnen maken arriveren de Sneeuwscouts. Carmelita kroont zichzelf Valse Lentekoningin. De Baudelaires en Quibus proberen de Scouts ervan te overtuigen dat ze moeten vluchten, door ze te wijzen op een net op de grond en adelaars in de lucht, die het net omhoog moeten slepen, maar Esmé pareert dat door te zeggen dat het net versiering en de adelaars puur natuur zijn. De drie worden gedwongen om hun masker af te zetten om de Scouts te overtuigen dat ze moeten vluchten voor Graaf Olafs groep. Omdat de andere Baudelaires ook nog leven, draagt Olaf de vrouwen met de witgepoederde gezichten op om Roosje (die, zo denkt hij, in haar soeppan ligt te slapen) van de berg af te gooien. De twee dames weigeren echter, en lopen het gebergte in. Hun lot blijft onbekend, ondanks alle pogingen van de schrijver om erachter te komen. Olaf besluit zelf om Roosje van de berg af te gooien, maar zij blijkt zich te hebben verstopt achter zijn auto en heeft een aubergine uit de kofferbak in haar plaats in de pan gestopt. De man met een baard maar geen haar en de vrouw met haar maar geen baard blazen op fluitjes, en prompt tillen vier adelaars hen op, en slepen de rest van de adelaars het net omhoog, om daarbij alle Scouts en Bruce gevangen te nemen. Olaf, Esmé, Quibus, de Baudelaires en Carmelita ontkomen als enige. Esmé haalt Carmelita over om zich bij hen aan te sluiten en Carmelita gaat akkoord. De Baudelaires en Quibus vluchten met de tobogan van Esmé en glijden van de bevroren rivier af. Ze proberen de slee af te remmen, terwijl Olaf dreigt achter hen aan te komen, en Violet steekt het broodmes (wat ze net als de ukelele had meegenomen uit de woonwagen) in het ijs. De ijsmassa begeeft het na alle zon, vorken, ukelelesnaren en andere dingen die het hebben verzwakt en de rivier begint te stromen. Roosje verteld dat ze heeft gehoord dat de laatste veilige plek voor de VBA Hotel Denouement is. Quibus glijdt weg, en wordt weggesleurd door de rivier. Hij probeert te vertellen waar de anderen heen moeten komen en op hem moeten wachten, maar wordt overstemd door de bulderende rivier.

## Trivia
- Er is een verwijzing te vinden naar Monty Python's Flying Circus, om precies te zijn naar de "Self Defence Against Fresh Fruit" scene, waarin John Cleese zijn klas uitlegt hoe ze zich kunnen verdedigen tegen iemand met een stuk vers fruit, met daarin een leerling die vraagt of ze niet beter kunnen leren hoe ze zich moeten verdedigen tegen iemand met een knuppel. In het boek wordt hiernaar verwezen wanneer Violet, Claus en Quibus in de koelkast kijken of er iets nuttigs in staat. Lemony zegt dat een koelkast een doosje aardbeien kan bevatten, wat handig zou zijn als een maniak zou zeggen: "Als je me niet nu een doosje aardbeien geeft, geef ik je een oplawaai met deze knuppel." Deze sketch komt ook voor (enigszins aangepast) in hun eerste film, And Now For Something Completely Different.
- De naam van technisch instructeur C.M. Kornbluth is gebaseerd op sciencefictionschrijver Cyril Kornbluth.
- Wanneer Violet claimt dat ze de Sumac-knoop die ze legt om de woonwagen af te remmen, zegt ze dat de knoop is vernoemd naar een zangeres die ze bewondert. Dit gaat waarschijnlijk over de Peruviaanse zangeres Yma Súmac.
- Als Violet, Claus en Quibus het Verticale Brandlucht Afvoerkanaal beklimmen, vertelt Lemony dat de klimpaal die er ooit stond, is verwijderd door een collega van hem om er een onderzeeër van te bouwen. Dit verwijst naar het volgende boek De Gruwelgrot, waarin de kinderen in een onderzeeër belanden die eruitziet alsof hij is gemaakt van palen.
- Roosje gebruikt verschillende woorden die naar iets anders verwijzen:

"Busheney", waarmee ze zegt: "Jij bent een slechte man, die geen enkele rekening houdt met andere mensen." Busheney is een samenvoeging van George W. Bush en Dick Cheney, de ex-president en ex-vicepresident van de Verenigde Staten van Amerika.
"Babaganoesj", waarmee ze zegt: "Ik had een plan bedacht met een aubergine, dat nog beter uitpakte dan ik had gedacht!" Baba ganoesj is een Arabisch gerecht met aubergine erin verwerkt.
"Matahari", waarmee ze bedoeld dat ze de slechteriken zal bespioneren. Mata Hari was in de Eerste Wereldoorlog de Nederlandse danseres Margaretha Geertruida Zelle die werd geëxecuteerd omdat ze een spionne zou zijn.